# Bahnhof Flensburg
Der Bahnhof Flensburg ist der Bahnhof der Stadt Flensburg. Von hier führen Strecken nach Kiel, nach Neumünster sowie in Richtung Fredericia in Dänemark. Der Bahnhof spielt im grenzüberschreitenden Bahnverkehr zwischen Deutschland und Dänemark eine überregionale Rolle.
Der Bahnhof zählt täglich etwa 5000 Reisende und Besucher sowie etwa 70 Ankünfte und Abfahrten.

## Geschichte

### Erster Bahnhof
Am 1. April 1854 wurde auf der Bahnstrecke Flensburg–Tönning zunächst vom außerhalb der Stadt gelegenen Holzkrug (heute ist dort Bahnhof Flensburg Weiche), am 4. Oktober auch vom in der Stadt befindlichen, später „Englischer Bahnhof“ genannten Kopfbahnhof der Betrieb aufgenommen. Dieser Bahnhof am Südende der Flensburger Förde in der Flensburger Altstadt wurde am 25. Oktober vom dänischen König Friedrich VII., dem Namenspatron der Eisenbahnstrecke, feierlich dem Betrieb übergeben.
Der englische Bahnhof hatte 1855 ein erstes einstöckiges Empfangsgebäude nach einem Entwurf vom Hausarchitekten der Bahngesellschaft Michael Gottlieb Bindesbøll erhalten; seine Fassade aus rotem Backstein war mit mehreren horizontalen Sandsteinbändern gegliedert. Es enthielt Räume für den Amtsvorsteher, die Post, einen Warteraum und einen Ladies Room; mehr ließ der sumpfige Baugrund nicht zu. Neben einer Güterexpedition waren zwei Gebäude vorhanden, die bis zum Abbruch 1934 als Lagerschuppen und Zollpackraum dienten. 1883 wurde dieses Gebäude abgerissen und von dem als Kirchenbaumeister bekannt gewordenen Architekten Johannes Otzen durch einen repräsentativen Staatsbahnhof ersetzt.
Zehn Jahre nach dem Bahnbau, 1864, wurde die Strecke nach Woyens in Nordschleswig und bald weiter nach Fredericia eröffnet. 1869 wurde die heutige, kürzere Bahnstrecke nach Schleswig und Rendsburg in Betrieb genommen.

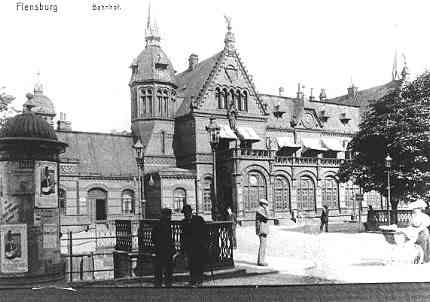
Otzens Staatsbahnhof um 1900
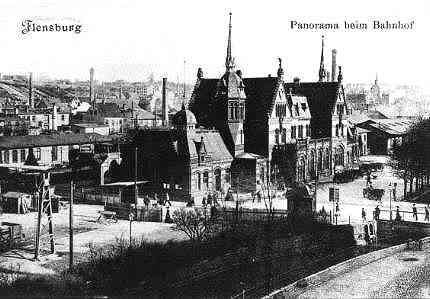
Der preußische Bahnhof aus einer anderen Perspektive, ebenfalls um 1900

### Kieler Bahnhof
Die private Kiel-Eckernförde-Flensburger Eisenbahn-Gesellschaft erreichte 1881 Flensburg, sie endete im Kieler Bahnhof, der nördlich des Staatsbahnhofes östlich der Förde lag. Über die Hafengleise gab es eine Verbindung zum Staatsbahnhof.
1927 wurde die Bahnstrecke Kiel–Flensburg in den neuen Bahnhof Flensburg eingefädelt. Der Kieler Bahnhof wurde abgerissen; dort entstand ein Park.

### Flensburger Kreisbahn
Im August 1885 wurde die Kreis-Eisenbahn von Flensburg nach Glücksburg eröffnet. Sie endete zunächst am Güterbahnhof, der östlich des Kieler Bahnhofes lag. Nach längeren Verhandlungen konnten die Personenzüge der meterspurigen Kreisbahn ab August 1886 über ein Dreischienengleis aus nördlicher Richtung in den englischen Bahnhof einfahren. 1899 wurde der Vertrag zur Benutzung gekündigt, und ab 1. Juni 1901 endeten die Kreisbahnzüge bereits am Kreisbahnhof, der etwa im Bereich der heutigen Nordstraße lag. Ein Dreischienengleis blieb aber erhalten, damit die Viehrampe am Hafen auch von den Wagen der Kreisbahn erreicht werden konnte. Etwa 1929 wurde es entfernt.

### Neuer Bahnhof
Seine durch geänderte Verkehrsführungen hinderliche Lage wurde 1928 durch den heutigen Bahnhof ersetzt, der auf dem Gelände des Mühlenteiches auf einer aufwändigen Pfahlgründung erbaut wurde. Das alte zentrale Gebäude wurde danach in ein Abfertigungsgebäude für den anstelle seiner Gleisanlage errichteten zentralen Omnibusbahnhof umfunktioniert. In der neuen Funktion als Busbahnhof erschien das Gebäude noch einmal auf einer Ansichtskarte als „Deutschlands erster Autobahnhof“.

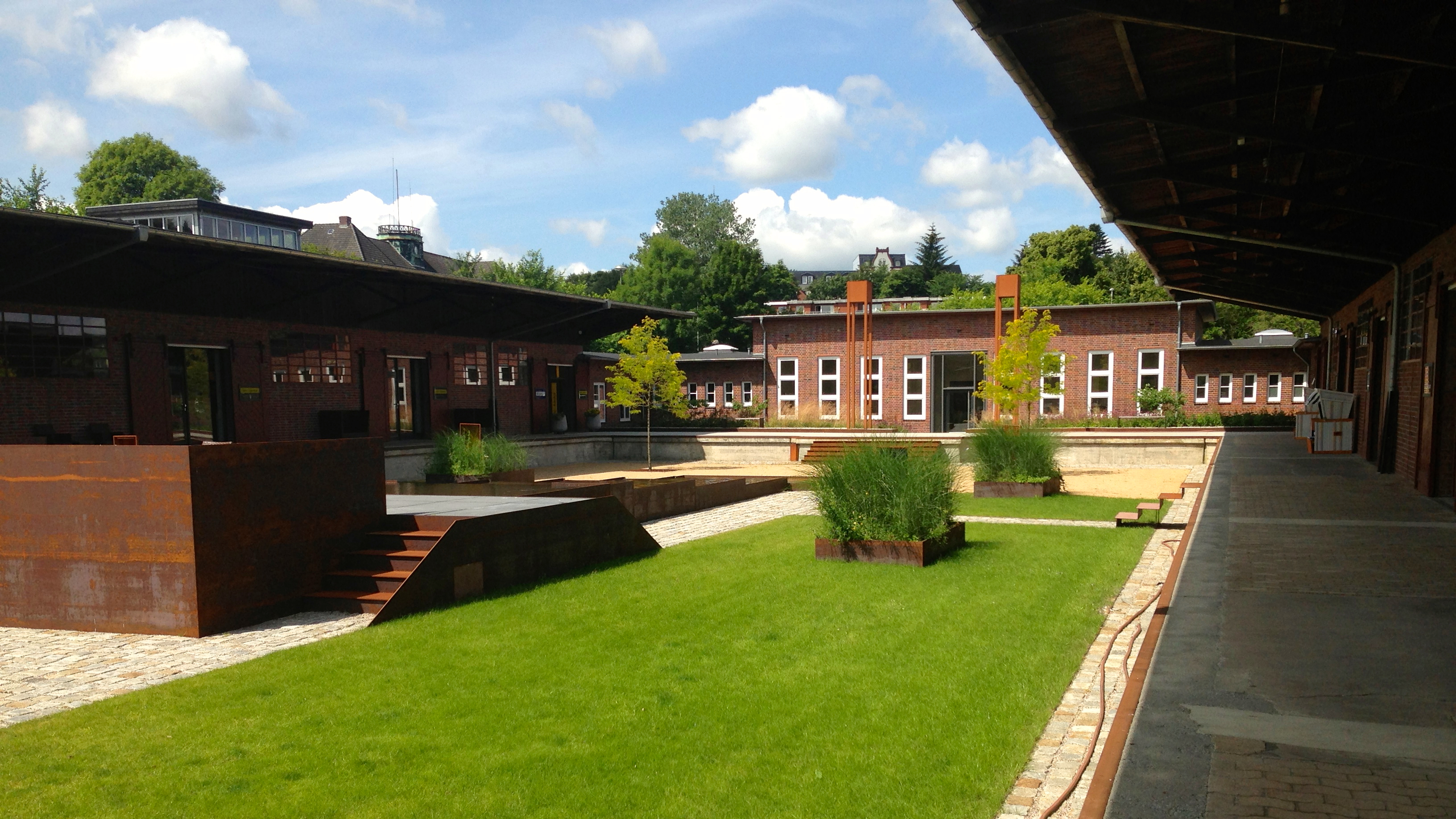
Der Güterbahnhof dient heutzutage als Gewerbefläche

Am 1. Februar 1927 wurde die „nordschleswigsche Schleife“ eingeweiht, die das Kopfmachen im alten Flensburger Bahnhof erspart. Am 1. Dezember 1927 wurde der neue Bahnhof eröffnet. Der Bahnhof in der Altstadt wurde noch als Güterbahnhof genutzt und später abgebaut. Es gab immer wieder Überlegungen, einen neuen Bahnhof im Zentrum der Stadt in Betrieb zu nehmen oder den Haltepunkt Flensburg-Weiche zum neuen Zentralbahnhof auszubauen.
An den alten „Englischen Bahnhof“ erinnert nur noch der Name „Alter Bahnhof“ für den Übergabepunkt zur Hafenbahn.
Den Platz vor dem neuen Bahnhof, heute Am Bundesbahnhof, benannte der Polizeipräsident auf Druck des Oberbürgermeisters Wilhelm Sievers am 23. März 1935 in Adolf-Hitler-Anlagen um – eine Entscheidung, die am Tag der Kapitulation am 8. Mai 1945 rückgängig gemacht wurde.
1959 endete auf der Strecke nach Husum über Löwenstedt der Personenverkehr. In den 1970er Jahren wurde sie abgebaut. 1981 fuhren die letzten Personenzüge auf der Bahnstrecke Flensburg-Weiche–Lindholm. 1996 wurde die Bahnstrecke von Neumünster und damit auch der Bahnhof elektrifiziert.
Nach Verlegung der Universität auf den Sandberg Anfang der 2000er Jahre wurde der Busverkehr zum Bahnhof ausgeweitet, womit sich die Anschlussverbindungen erheblich verbesserten.

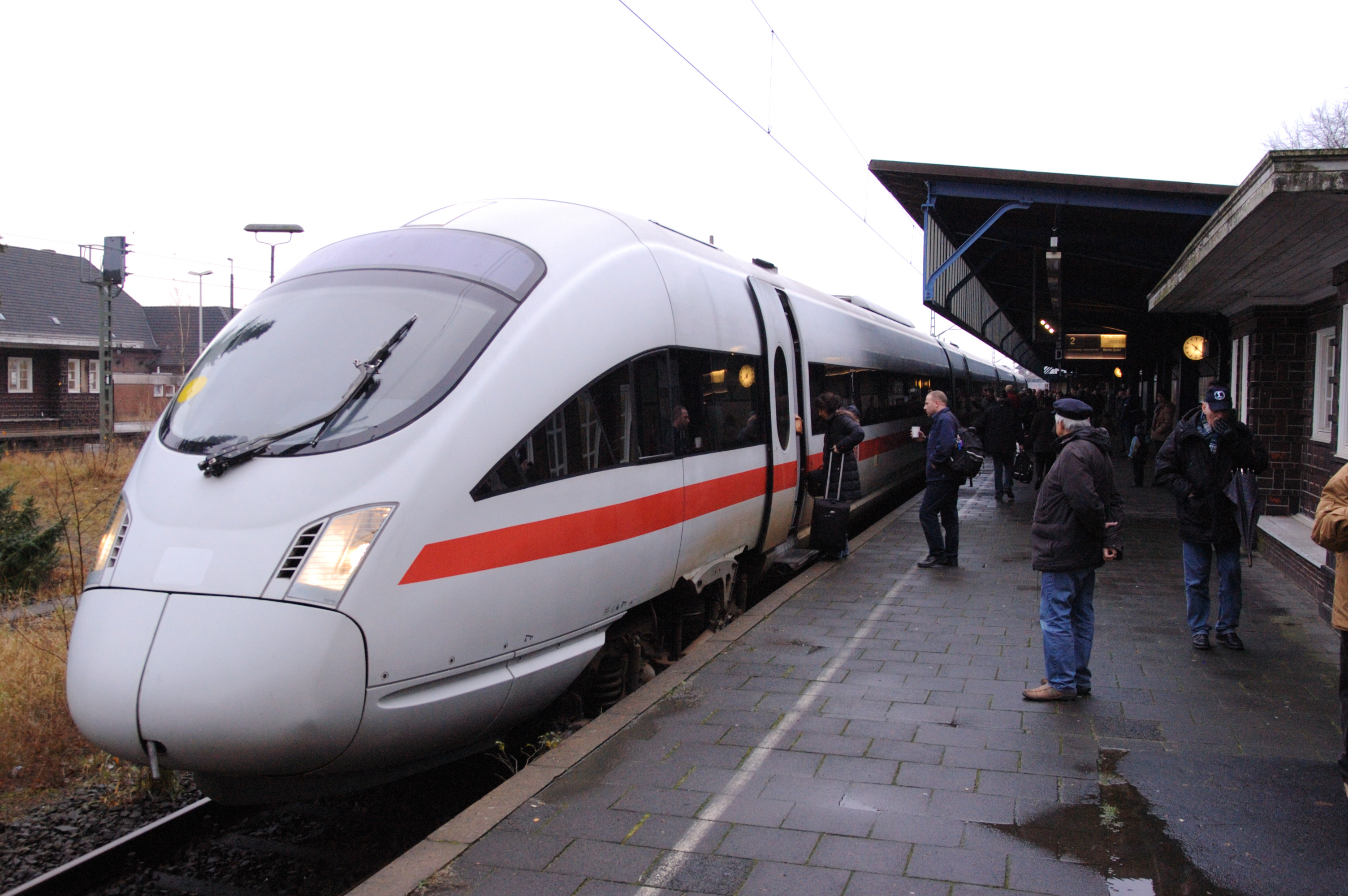
Am 9. Dezember 2007 rollte mit dem ICE-TD von Aarhus nach Berlin Ostbahnhof der erste fahrplanmäßige ICE im Flensburger Bahnhof ein.

Flensburg gehörte vom Fahrplanwechsel 2007 bis Ende 2015 zum ICE-Netz der Deutschen Bahn. Im Fernverkehr hielt ein Intercity-Express-Zugpaar der Relation Aarhus–Hamburg–Berlin. Bevor die Verbindung eingestellt wurde, forderte die dänische Seite, dass Deutschland die Geschwindigkeit der Strecke optimieren solle. Daraufhin wurde die Erstellung eines Gutachtens im Flensburger Rathaus beschlossen. Die erwähnte Abschaffung der ICE, die auch damit begründet wurde, dass die Dänischen Staatsbahnen die Züge nicht mehr von der Deutschen Bahn mieten wollte, fiel inmitten der Vorbereitung des Gutachtens, bei dem davon ausgegangen wurde, dass die ICE-Anbindung wieder realisierbar sei. Die Deutsche Bahn gab zumindest langfristige Pläne bekannt, Flensburg besser ins ICE-Netz einbinden zu wollen. Seit Dezember 2007 hielt der ICE am Bahnhof Flensburg und zusätzlich im Vorort Padborg. Von dänischer Seite wurde zur Reduzierung der Fahrtdauer auch die Verlegung des Fernverkehrshalts zum Bahnhof Flensburg-Weiche vorgeschlagen. Durch die Nähe zu Padborg könnte ein ICE die Geschwindigkeit nach dem zweimaligen Halt schneller wieder erhöhen. Bei Entfall des Haltes Padborg würde die Geschwindigkeit aber ebenfalls beschleunigt.

### Planungen
Es gab diesbezüglich auch Überlegungen – angeregt unter anderem durch den Fahrgastverband Pro Bahn  – einen neuen Personenbahnhof an der Flensburger Hafenbahn auf Höhe des Zentralen Omnibusbahnhofs (ZOB) zu errichten. Die zentrale Lage beim ZOB wird bei diesen Vorschlägen als Vorteil betrachtet und vermutet, dass dadurch die Fahrgastzahlen erhöht werden könnten. 2015 wurde ein Gutachten zum möglichen zukünftigen Flensburger Bahnverkehr veröffentlicht, das verschiedene eingereichte Optionen der Stadt genauer betrachtete. Nicht alle Planfälle sahen einen Erhalt des bisherigen Bahnhofs vor. Eine Option sah eine Aufwertung des bisherigen Bahnhofs vor. Weitere Optionen sahen eine Verlagerung des Fernverkehrs nach Weiche vor. Die Bedienung der Regionalzüge nach Kiel sollte bei dieser Option durch eine Station am ZOB oder durch den heutigen Bahnhof erfolgen. Je nach Ausbaugrad wurden dafür Kosten zwischen 28 und 59 Millionen Euro prognostiziert. Im November 2016 fiel die Entscheidung für den Verbleib des Bahnhofs an seinem heutigen Standort.
Im Rahmen des Deutschlandtakts sieht ein Entwurf des Bundesverkehrsministeriums vor, den Fernbahnhof an den Haltepunkt Flensburg-Weiche zu verlegen, sowie zwei weitere Stationen im Bereich der Exe und des ZOBs zu errichten und die Bahnstrecke Flensburg–Niebüll zu reaktivieren. Regionalzüge sollen von Hamburg und Niebüll jeweils stündlich über Flensburg-Weiche zum ZOB fahren, während die Dänische Staatsbahn Fernverkehrszüge von Aarhus im Zwei-Stunden-Takt zum Flensburger ZOB und über den neuen Bahnhof Altona Nord zum Hamburger Hauptbahnhof anbietet.
2021 wurde eine ICE-Verbindung zum Bahnhof Flensburg wieder hergestellt. Der ICE fährt nun einmal wöchentlich am Freitag von dort in achteinhalb Stunden nach München.

## Verkehr und Betrieb

### Bahnhofsanlagen

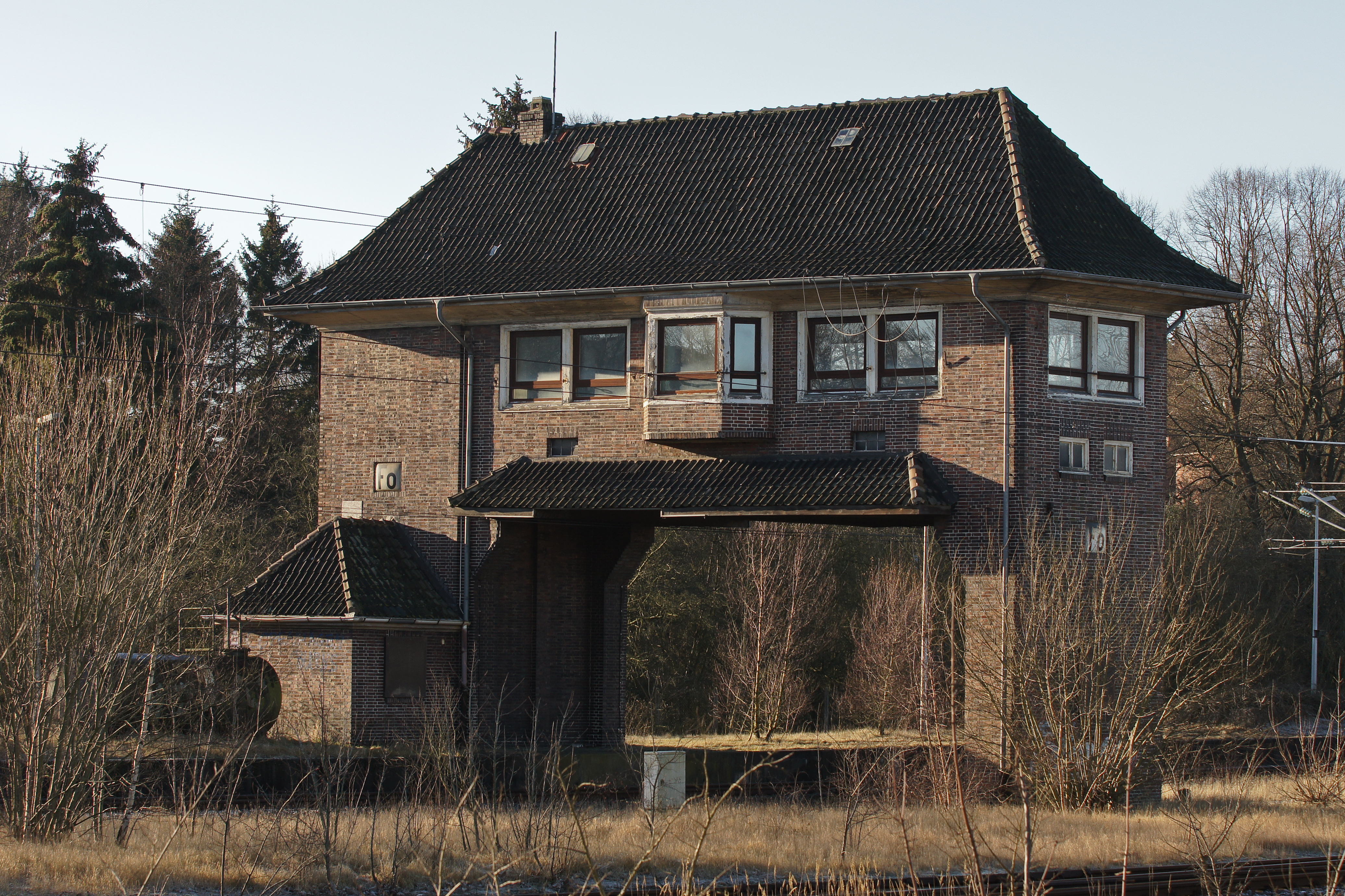
Brückenstellwerk Fo (2012)

Der Flensburger Bahnhof steht als Ensemble des Klinker-Expressionismus der 1920er Jahre mit einigen Nebengebäuden teilweise unter Denkmalschutz. Als Architekt des Bahnhofsgebäudes wird der Reichsbahnrat Arnold genannt. Dazu gehören auch das frühere Postgebäude, das Stellwerk „Fw“ und das Brückenstellwerk „Fo“, das bei seiner Errichtung als das modernste seiner Zeit galt. Auch der Carlisle-Park gehört zu diesem Ensemble.
Mangelnde Pflege haben diesem Denkmal aus der Zeit der Weimarer Republik zugesetzt. Weite Teile der Gebäude stehen nach Aufgabe vieler Funktionen (wie Bahnpost, Gepäckaufgabe, Gaststätten, Kinobetrieb) seit langem leer. Auch die nach der Elektrifizierung und der Errichtung eines Zentralstellwerks im Stadtteil Weiche vom Betrieb abgekoppelten denkmalgeschützten Stellwerke sind ungenutzt. Für die Stellwerke „Fw“ und „Fo“ stellte die Deutsche Bahn Mitte der 1990er Jahre sowie 2003 Abrissanträge, die vom Denkmalamt abgelehnt wurden; der Verfall der Stellwerke geht weiter.
Der mittlere der drei Bahnsteige war seit 1981 geschlossen und wurde 2009 abgebaut. Das Dach des „Kieler Bahnsteigs“ (Gleise 4 und 5) wurde 2008 erneuert. 2010 erfolgte die Grundinstandsetzung des Hauptbahnsteigs mit den Gleisen 1 und 2 (Züge von und nach Hamburg sowie Dänemark). In diesem Zusammenhang erhielten beide verbleibenden Bahnsteige Aufzüge, neue Treppen sowie eine Pflasterung mit Blindenleitstreifen. Der Bahnhof wurde somit barrierefrei. Die denkmalgeschützte Bahnsteigüberdachung an Gleis 4/5 wurde wie der Tunnel renoviert und mit neuen Werbe- und Informationsvitrinen ausgestattet.

### Bahnbetriebswerk und Bahnmeisterei
Bis 1995 befand sich in unmittelbarer Nähe zum Flensburger Bahnhof das Bahnbetriebswerk (BW), in dem Diesel-Loks gewartet und getankt wurden. Hier fanden auch Rangierarbeiten statt und Züge konnten abgestellt werden. Ferner befand sich dort eine Drehscheibe. Fast 100 Mitarbeiter waren rund um das Bahnbetriebswerk Flensburg beschäftigt. Im Zuge der Elektrifizierung der Strecken verlor es an Bedeutung und wurde aus wirtschaftlichen Gründen geschlossen. Bis 2009 befand sich im Flensburger Bahnhof auch eine Bahnmeisterei (BM).
In dem Gebäude der ehemaligen BM Flensburg sind heute die Mitarbeiter der DB Netz AG, der Leit- und Sicherungstechnik ansässig. Ferner unterhält der Flensburger Bahnhof einen Servicepunkt, der von DB Station&Service besetzt wird. Einen Standort am Flensburger Bahnhof unterhält auch die DB Regio AG.
Darüber hinaus hat DB Fahrwegdienste einen Vegetationstrupp für Fahrwegpflege am Flensburger Bahnhof stationiert.
Vom ehemaligen Bahnbetriebswerk sind nur die Abstellgleise (Abstellgruppe Flensburg) übrig geblieben, die von DB Regio Schleswig-Holstein angemietet und genutzt werden.

### Strecken
- Bahnstrecke Neumünster–Flensburg
- Bahnstrecke Kiel–Flensburg
- Bahnstrecke Flensburg–Fredericia

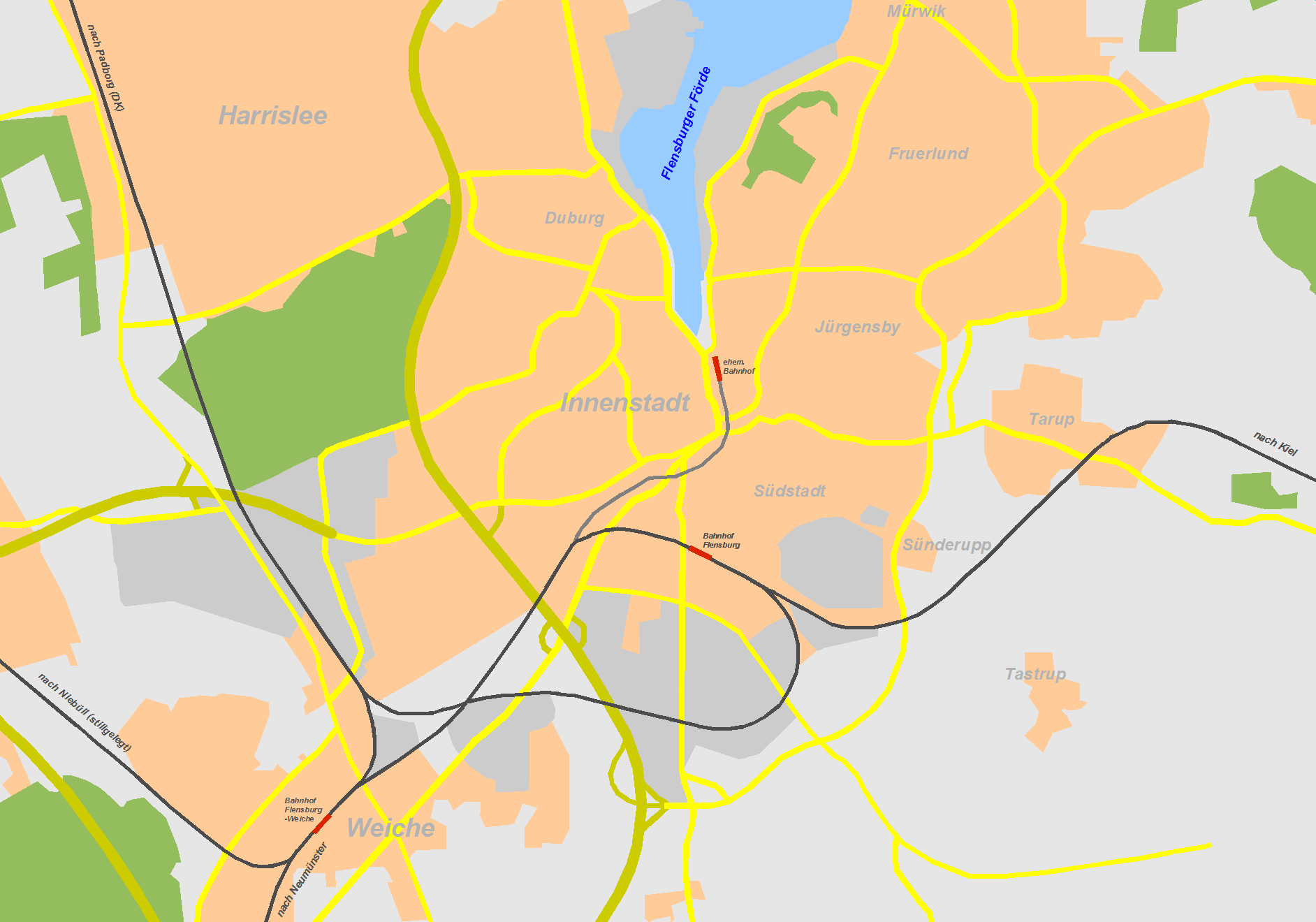
Karte der heutigen Bahnanlagen

- Bahnstrecke Flensburg–Niebüll (Personenverkehr bis 1981)
- Bahnstrecke Flensburg–Husum (Personenverkehr bis 1959)
- Flensburger Hafenbahn (ohne Verkehr)

### Gleise

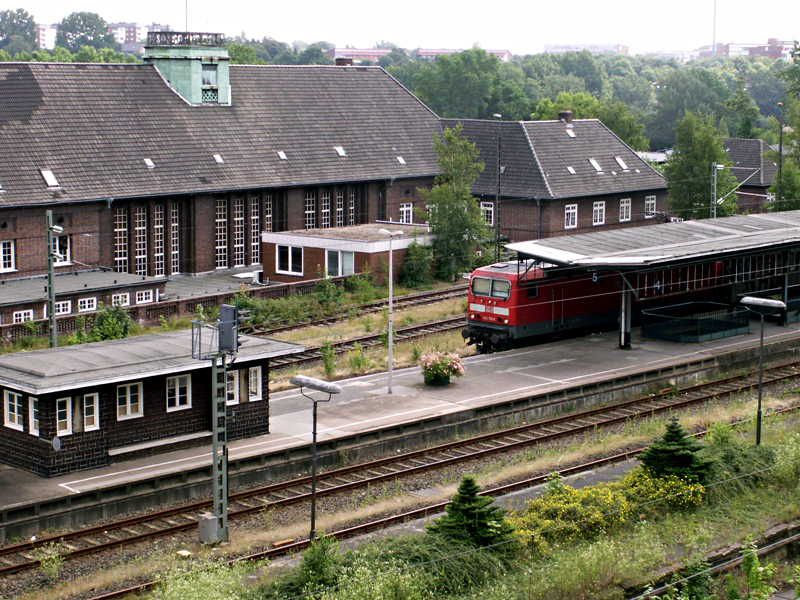
Rückseite des Empfangsgebäudes und Gleisanlagen (Foto 2007)

Der Bahnhof besitzt vier Bahnsteiggleise. Die Gleise sind seit der Erneuerung der Stellwerksanlagen 1996 – anders, als normalerweise üblich – nicht vom Empfangsgebäude ausgehend nummeriert, sondern „spiegelverkehrt“. So beginnt die Nummerierung mit dem Gleis 5 nahe dem Empfangsgebäude und endet am Gleis 1, das vom Bahnhofsbau am weitesten entfernt liegt. Ursprünglich gab es zwischen Empfangsgebäude und Gleis 5 noch vier Rangier- und Durchfahrtsgleise. Gleis 5 ist das erste Bahnsteiggleis, seine Nummer blieb unverändert. Am gleichen Bahnsteig liegt Gleis 4 (früher 6). Gleis 3 (früher 7) am stillgelegten Bahnsteig dient heute nur noch als Durchfahrts- und Ausweichgleis, das gegenüber liegende Gleis 8 wurde im Zuge der Elektrifizierung ganz abgebaut. Die Gleise 2 und 1 waren früher (als Gleis 9 und 10) in zwei Abschnitte eingeteilt, da sich in der Mitte des Bahnsteigs die Grenzkontrollstelle befand und die Züge von und nach Dänemark bis zur Abschaffung der Grenzkontrollen im östlichen Abschnitt „b“ hielten.
- Gleis 5: Züge des Fern- und Regionalverkehrs von und nach Neumünster/Hamburg Hauptbahnhof sowie in Richtung Dänemark
- Gleis 4: Züge des Regionalverkehrs von und nach Kiel Hauptbahnhof
- Gleis 2: Züge des Fern- und Regionalverkehrs von und nach Neumünster/Hamburg Hauptbahnhof sowie in Richtung Dänemark
- Gleis 1: Züge des Fern- und Regionalverkehrs von und nach Neumünster/Hamburg Hauptbahnhof sowie in Richtung Dänemark

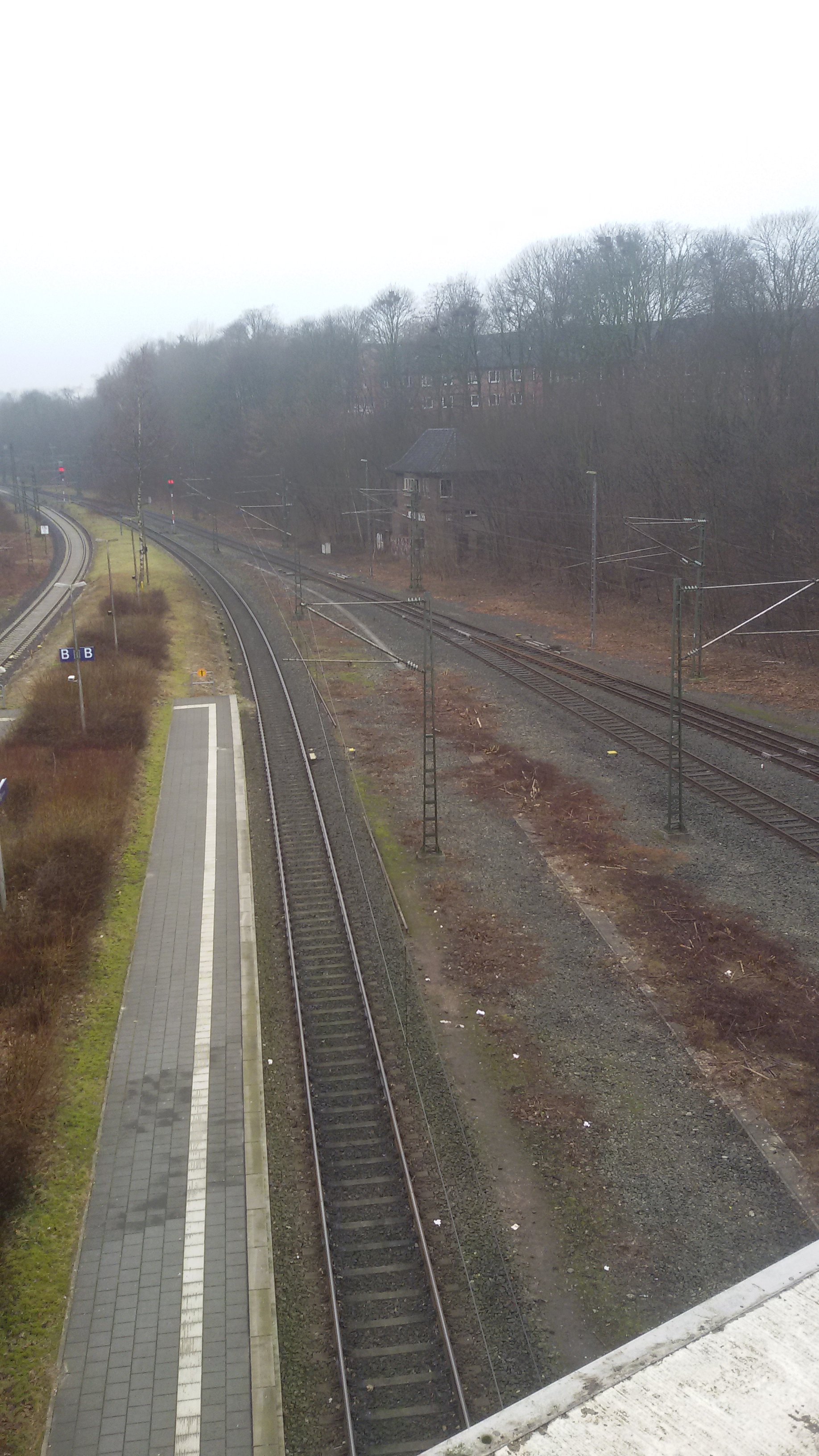
Gleise aus dem Flensburger Bahnhof heraus, in Richtung Neumünster. Rechts, im Hintergrund, altes Stellwerk. (2016)
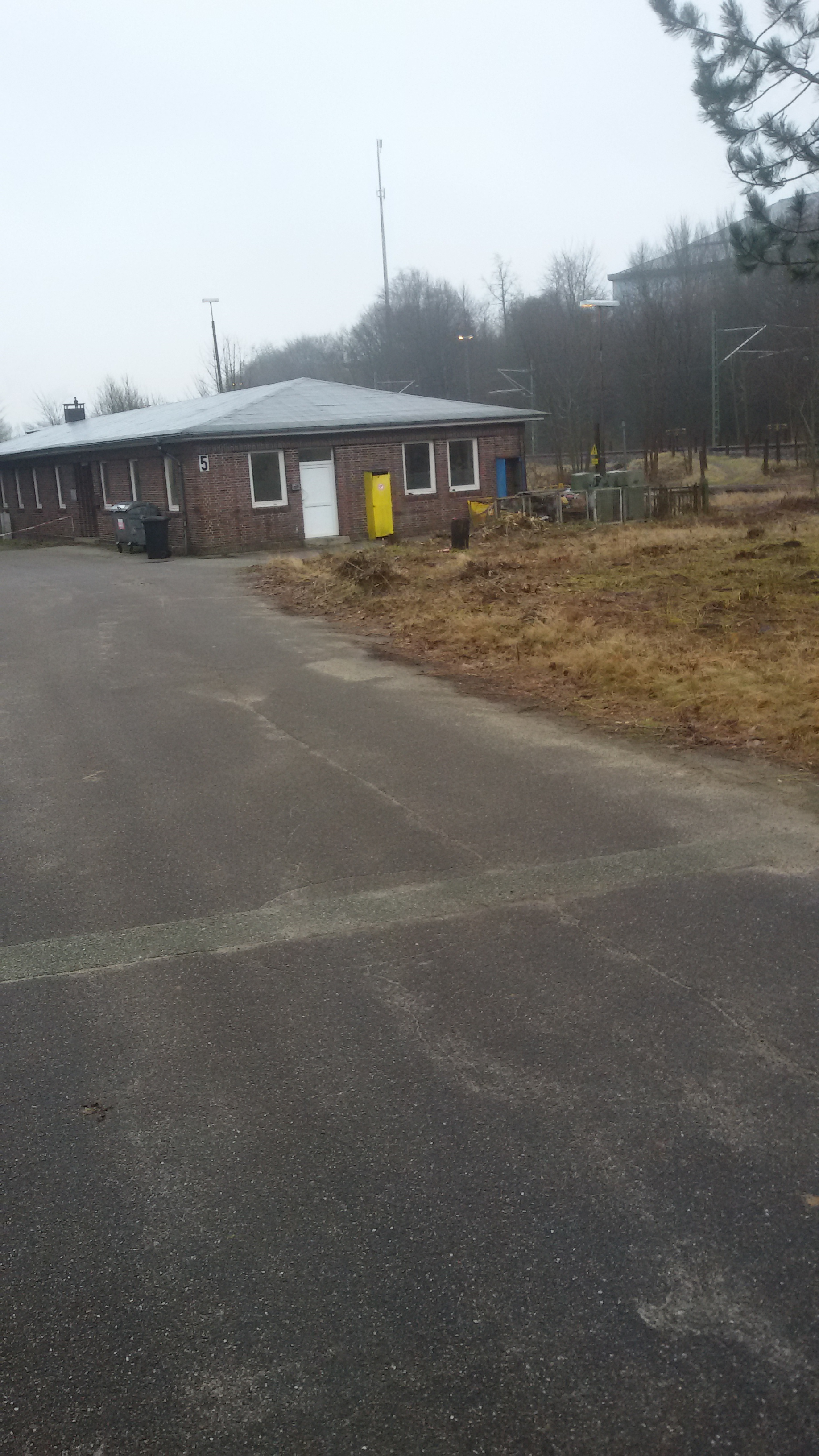
Gebäude der alten Bahnmeisterei, bis 2009 Netzbezirk Flensburg. Heute genutzt als Werkstatt und Sozialraum. (2016)
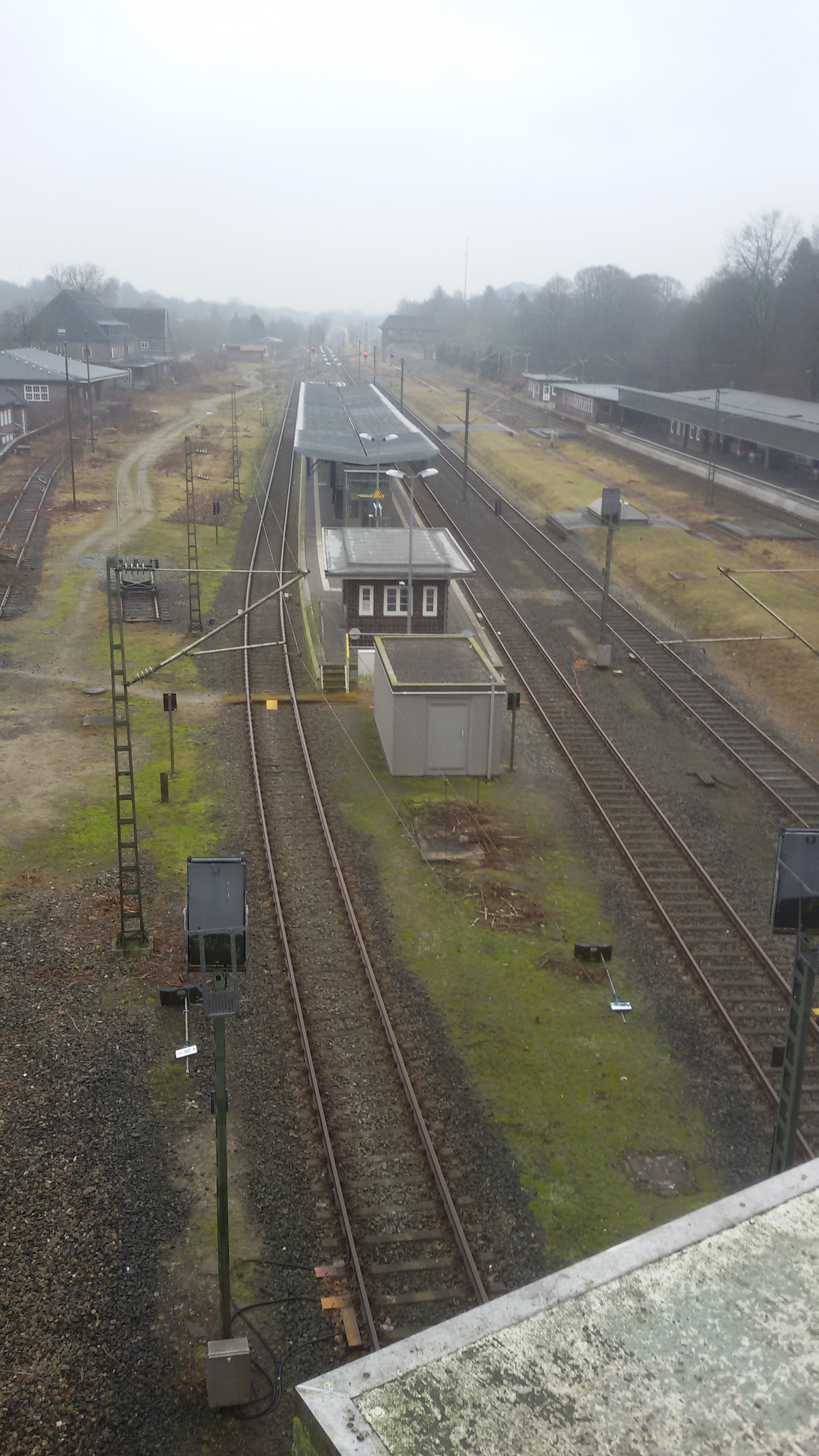
Bahnhof Flensburg, von der Brücke Schleswiger Straße aus gesehen. (2016)

### Zugrelationen
Im Fernverkehr halten die InterCity (Linie 76) von Aarhus nach Hamburg in Flensburg. Zudem kommt ein Zugpaar des EuroCity 27 der DB Fernverkehr AG und České dráhy, welches von Prag kommend über Hamburg hinaus bis Flensburg verlängert wird. Nachts hält in Flensburg ein Zugpaar des InterCity Hamburg – Kopenhagen. Nur freitags saisonal wird auch eine InterCityExpress-Verbindung der Linie 24 nach München angeboten.
Ferner bestand bis 2002 eine Interregio-Verbindung zwischen Flensburg und Hannover. Nach Einstellung dieser Fernverkehrsleistung der Deutschen Bahn bestellte das Land Schleswig-Holstein nach kurzfristiger Ausschreibung einen Ersatzverkehr bei der Privatbahn Flex Verkehrs-AG. Diese nahm den Betrieb mit modernen Elloks der Baureihe ES64U2 Taurus von Siemens Dispolok und gebrauchten Reisezugwagen auf.

Die als Flensburg-Express (FLEX) bezeichnete InterRegio-Ersatzleistung wurde im Fahrplan unter der Zuggattung FLX geführt. Nach Insolvenz der Flex Verkehrs-AG betrieb die Nord-Ostsee-Bahn bis Dezember 2005 dieses Zugangebot alle zwei Stunden von Padborg (DK) nach Hamburg Hbf mit Halten in Flensburg, Tarp, Schleswig, Rendsburg, Nortorf, Neumünster und Elmshorn. Von Dezember 2005 bis Dezember 2014 wurde dieser Verkehr wieder von der DB Regionalbahn Schleswig-Holstein als Schleswig-Holstein-Express bedient. Seit dem Fahrplanwechsel im Dezember 2010 fuhren die Züge nur noch bis Flensburg. Seit dem Fahrplanwechsel 2014, zunächst mit demselben Fahrzeugmaterial, wird stündlich bis Hamburg Hbf der RE7 unter der Regie der DB Regio Nord angeboten. Dieser hält bis Neumünster an allen Zwischenbahnhöfen. Seit 2017 wird dieser in Neumünster mit einem Zugpaar aus Kiel vereinigt, zum Einsatz kommen seitdem moderne Fahrzeuge vom Typ Bombardier Twindexx Vario.

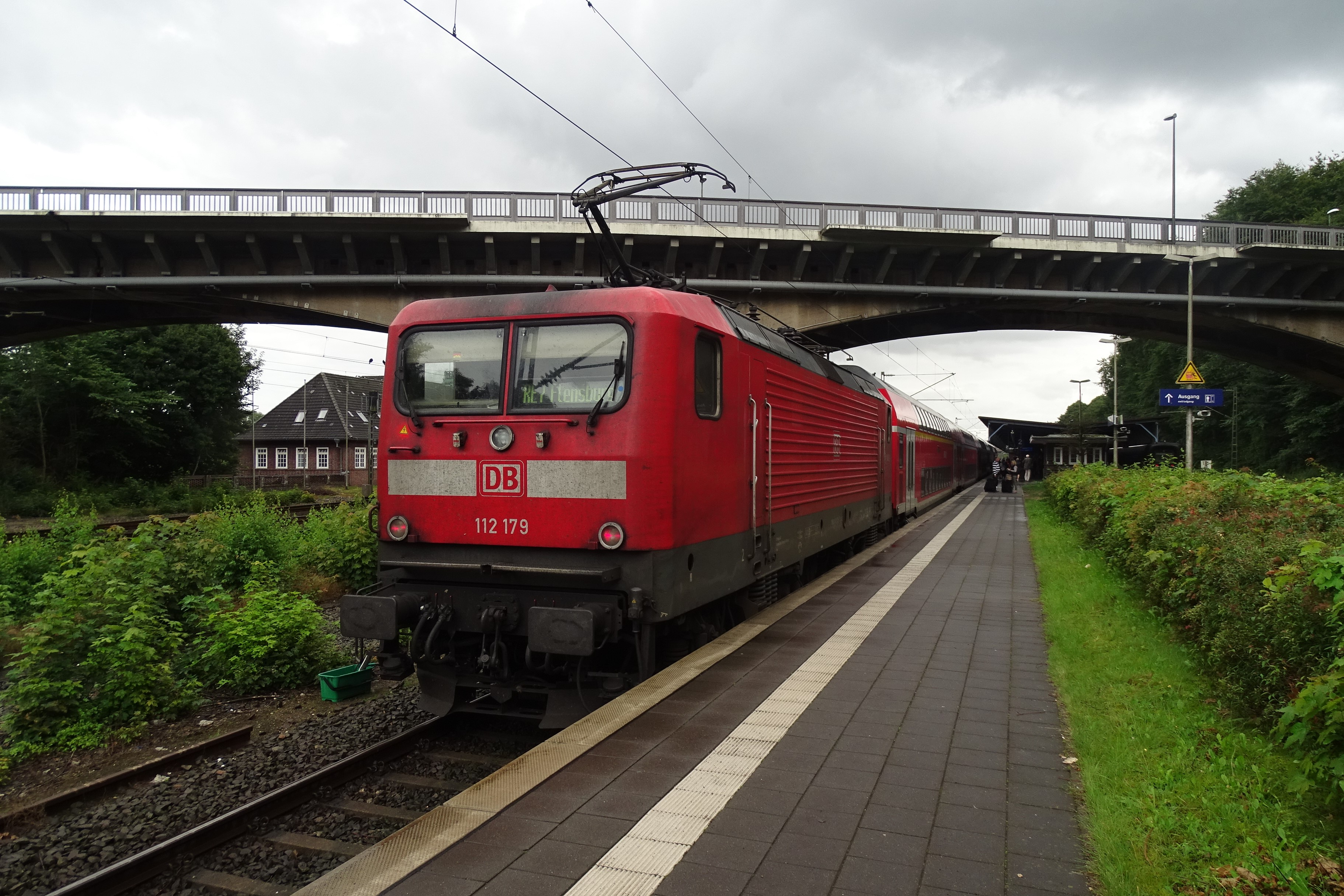
112 179 mit einem RE7 nach Hamburg Hbf

Die Verbindung Flensburg–Kiel wird gegenwärtig (2022) ebenfalls von der DB Regio Nord im Stundentakt betrieben.
| Linie                    | Linienverlauf | EVU                            | Fahrzeugmaterial | Frequenz        |
| ------------------------ | --- | ------------------------------ | --- | --------------- |
| EC 27                    | Flensburg – Rendsburg – Hamburg Hbf – Berlin Hbf – Dresden Hbf – Praha hl. n.                                                               | DB Fernverkehr AG, České dráhy | Siemens Vectron MS + Reisezugwagen | 1 Zugpaar       |
| IC 76                    | Fredericia – Vojens – Rødekro – Tingleff – Padborg – Flensburg                                                                              | DB Fernverkehr AG, DSB         | DSB MF | Zweistundentakt |
| RE 7                     | Flensburg/Kiel – Tarp – Jübek – Schleswig – Owschlag – Rendsburg – Nortorf – Neumünster – Elmshorn – Hamburg Dammtor – Hamburg Hbf          | DB Regio Nord                  | Bombardier Twindexx Vario | Stundentakt     |
| RE 72                    | Flensburg – Husby – Sörup – Süderbrarup – Boren-Lindaunis Schleibrücke Nord – (Unterbrochen) – Eckernförde – Gettorf – Suchsdorf – Kiel Hbf | nordbahn                       | Stadler FLIRT Akku (Flensburg–Boren-Lindaunis Schleibrücke Nord) bis vsl. Herbst 2024 Alstom Coradia LINT41 (Rieseby Schleibrücke Süd–Kiel Hbf) | Stundentakt     |
| Stand: 10. Dezember 2023 | |                                | |                 |

### Busverkehr
Nördlich des Bahnhofes befindet sich die Haltestelle Bahnhof, westlich die Haltestelle Bahnhof/Serpentine (stadteinwärts) und südwestlich die Haltestelle Bahnhof/Tegelbarg (stadtauswärts).
Vier Busgesellschaften sind im Nahverkehr tätig:
- Aktiv Bus Flensburg: Stadtverkehr
- Autokraft: Regionalbuslinien/Überlandverkehr
- Rohde Verkehrsbetriebe: Regionalbuslinien/Überlandverkehr
- Verkehrsbetriebe Schleswig-Flensburg GmbH: Regionalbuslinien/Überlandverkehr

## Vermischtes

### „Bitte von der Bahnsteigkante zurücktreten!“
Der Stationsvorsteher Lorenz Petersen (1864–1921) schrieb am 16. April 1897 auf dem preußischen Staatsbahnhof deutsche Eisenbahngeschichte, als der 33-Jährige bei der Abfertigung des 11 Uhr-Zuges nach Tönning den Reisenden spontan zurief: „Bitte von der Bahnsteigkante zurücktreten!“. Weil die Aufforderung für damalige Verhältnisse ungewohnt präzise und deutlich formuliert war, ging sie dank eines zufällig anwesenden Journalisten mit Kontakten zur Berliner Reichsbahndirektion als bis heute gültige Anweisung in den offiziellen Bahnjargon ein. Zwar konnte Petersen an seinem Ausspruch vor Gericht keine Urheberrechte geltend machen, aber dafür gelang ihm eine weitere Sprachschöpfung mit dem Satz „Den Anordnungen des Bahnpersonals ist Folge zu leisten!“, was ebenfalls in die Behördensprache der Bahn übernommen wurde.

### Flüchtlingskrise 2015
Die Flüchtlingskrise in Europa 2015 führte im September zwischenzeitlich zu „chaotischen Zuständen“ am Flensburger Bahnhof, der Durchgangsstation auf der Jütlandlinie zwischen Mitteleuropa und Skandinavien. Auf dem Weg über Dänemark, das seine Grenze kurzzeitig dicht machte, nach Schweden passierten täglich bis zu mehrere Hundert Flüchtlinge den Bahnhof. Den Reisenden half ein wachsendes Netzwerk von ehrenamtlichen Helfern und Dolmetschern, die in Spitzenzeiten um bis zu anderthalb Tausend Menschen täglich kümmerten und Kleidung, Nahrung und Spielzeug ausgaben.